# Buchanan (Liberia)
Buchanan (en bassa, Gbezohn), también denominada Grand Bassa, es una ciudad de Liberia, capital del condado de Grand Bassa. Según el censo de 2008, tiene una población de 34 270 habitantes, convirtiéndose así en la tercera ciudad más poblada del país.

## Historia
La ciudad fue fundada originalmente con el nombre de Port Cresson en diciembre de 1832, como un asentamiento para los esclavos liberados por las Sociedades de Colonización de Nueva York y Pensilvania. Los emigrantes bautizaron el asentamiento en honor a Elliott Cresson, un comerciante de Filadelfia que financió el viaje a Liberia.
El 10 de junio de 1835, miembros de la tribu bassa destruyeron el asentamiento. Un mes después, cuáqueros negros de la Sociedad de Colonización de los Hombres Jóvenes de Pensilvania fundaron una nueva colonia llamada Bassa Cove.
La ciudad recibe su nombre por Thomas Buchanan, primo de James Buchanan y primer gobernador de Liberia previo a su independencia.

## Economía
El puerto de Buchanan fue inaugurado en 1963 para la exportación de mineral de hierro de las minas del condado de Nimba. Se exportaron entre 12 y 24 megatones de mineral de hierro al año entre 1964 y 1989, el último año de producción significativa. La mina de Nimba cerró en 1991.
Buchanan Renewable Energies, una empresa con sede en Toronto, que procesa astillas de troncos de árboles de caucho en biomasa combustible, comenzó a operar en la ciudad.

## Demografía
De acuerdo con el censo de 2008, la población es de 34 270 habitantes, de los cuales 16 984 son hombres y 17 286 son mujeres, convirtiendo a la ciudad en la tercera más poblada del país.
La siguiente tabla representa la evolución demográfica de Buchanan. Únicamente 2008 corresponde con un censo oficial:
| 1984   | 1988   | 1993   | 2008   | 2013   |
| ------ | ------ | ------ | ------ | ------ |
| 24 000 | 29 000 | 25 000 | 34 270 | 35 688 |